# Yúzhnaya Ozeréyevka
Yúzhnaya Ozeréyevka (del ruso: Южная Озереевка) o Yúzhnaya Ozereika (Южная Озерейка) es un seló de la unidad municipal de la ciudad de Novorosíisk del krai de Krasnodar, en el sur de Rusia. Está situado en la península de Abráu, en la orilla izquierda del río Ozereika, junto a su desembocadura en la costa nordeste del mar Negro, 12 km al sudoeste de Novorosíisk y 114 km al suroeste de Krasnodar, la capital del krai. Tenía 1 100 habitantes en 2010
Pertenece al distrito Primorski del ókrug urbano de Novorosíisk.

## Economía
Al este de la localidad, en el litoral, se hallan instalaciones de distribución del Consorcio del Oleoducto del Caspio. Asimismo son importantes para la localidad la horticultura, la viticultura y el turismo (playas, campamentos infantiles).